# Michail Jakowlewitsch Zwilling
Michail Jakowlewitsch Zwilling (russisch Михаил Яковлевич Цвиллинг; * 24. Juli 1925 in Odessa; † 12. Juli 2013 in Moskau) war ein russischer Übersetzer, Dolmetscher, Linguist, Übersetzungswissenschaftler. Er war Lehrstuhlinhaber für Übersetzungstheorie an der Staatlichen Linguistischen Universität Moskau.

## Leben
Michail Jakowlewitsch Zwilling wurde 1925 in einer Zeit politischen Umbruchs geboren. Weil sein Vater Repräsentant der sowjetischen Außenhandelsbank war und seine Mutter deutsch sprach, hielt sich die Familie vorwiegend im Ausland auf und ließ sich schließlich in Polen nieder. Dort sprachen sie fast ausschließlich deutsch, auch zu Hause, um ihre russische Herkunft zu verdecken. Nach dem Tod des Vaters, als Michail Zwilling neun Jahre alt war, kehrten sie zurück nach Moskau, wo er die deutschsprachige Karl-Liebknecht-Schule (Moskau) besuchte. 1941 wurden er und andere Klassenkameraden, nachdem die Schule unter einem Vorwand aufgelöst worden war, an den Dnepr gebracht, um dort militärische Befestigungsanlagen gegen deutsche Angriffe zu bauen.  Im Krieg war er als Dolmetscher an den Fronten tätig. Über eine befreundete deutsche Kommunistin bewarb er sich erfolgreich am militärischen Fremdspracheninstitut (russ. Военный Институт Иностранных Языков) für einen Lehrgang zum Militärübersetzer und rettete damit vermutlich sein Leben. Da deutschsprechende Studenten selten waren, wurde diese Fakultät vor dem Einfall der Wehrmacht evakuiert. Nach der Deportation sämtlicher Russlanddeutscher wurde Michail Zwilling mit seinen guten Deutschkenntnissen zuerst Nachhilfelehrer und mit 17 Jahren Dozent. 1953 verteidigte er seine Dissertation und 1985 habilitierte er sich zum Professor an der Akademie der Wissenschaften der UdSSR. Von 1945 bis 1956 war Zwilling als Deutschlehrer am Military Institute of Foreign Languages beschäftigt. Bis 1962 arbeitete er als Germanist am Staatlichen Moskauer Institut für Internationale Beziehungen. Anschließend war er bis 1975 Leiter der deutschen Übersetzungswissenschaft am Moskauer Staatlichen Pädagogischen Institut und bis 1987 Leiter der Abteilung für Fremdsprachen an der Akademie der Wissenschaften der UdSSR (Академия наук СССР). Bis zu seinem Tod wirkte Zwilling als Professor für allgemeine Theorie, Geschichte und Kritik der Übersetzung an der Staatlichen Linguistischen Universität Moskau.

## Publikationen (Auswahl)
Zwilling war  Mitarbeiter an mehreren Deutsch-Russisch-Deutsch-Wörterbüchern. Außerdem publizierte er zahlreiche Schriften zur Übersetzungs- und Sprachwissenschaft, die nur in Einzelfällen ins Deutsche übersetzt worden sind.
- Russko-nemeckij, nemecko-russkij slovar. poslovic i pogovorok = Sprichwörter, sprichwörtliche Redensarten – russisch-deutsches, deutsch-russisches Wörterbuch. Jourist, Hamburg 2001. (in zweiter Auflage von 2010, ISBN 978-3-89894-373-4)
- Allgemeinwissen in der Ausbildung von Übersetzern und Dolmetschern. In: Jahrbuch Deutsch als Fremdsprache. Iudicum, München 1998, ISBN 3-89129-160-4, S. 303–309.
- Marki i monety : nemecko-russkij slovar' kollekcionera = Marken und Münzen. Jourist, Hamburg, ETS-Verlag, Moskau 1997, ISBN 3-9805213-7-0.
- I. S. Blach, E. A. Sabelina, M. J. Zwilling: Übersetzungspraktikum : Dt. Zeitungssprache = (Posobie po perevodu gazet, vychodjaščich na nemeckom jazyke). Verlag "Internationale Beziehungen", Moskau.
- Nemeckij jazyk. Izd. Instituta meždunarodnych otnešenij, Moskau.
- Obščie i častnye problemy funkcionalʹnych stilej. Izdat. Nauka, Moskau 1986.
- Функциональные стили и преподавание иностранных языков. Izdat. Nauka, Moskau 1982.